# Ferdinando Leda
Ferdinando Leda (født 22. april 1980) er en brasiliansk fodboldspiller.